# En'jú
En'jú (japonsky 円融天皇, En'ju-tennó, 12. dubna 958─1. března 991) byl šedesátý čtvrtý císař Japonska  v souladu s tradičním pořadím posloupnosti. Vládl od 27. září 969 do své abdikace 24. září 984.
Princ, jehož osobní jméno (imina) před nástupem na Chryzantémový trůn znělo Morihira (守平親王), byl sedmým synem 62. císaře Murakamiho a císařovny Anši/Jasuko Fudžiwary (927─964), a tedy mladším bratrem prince Norihiry, známého jako císař Reizei.

## Události za En'júova života

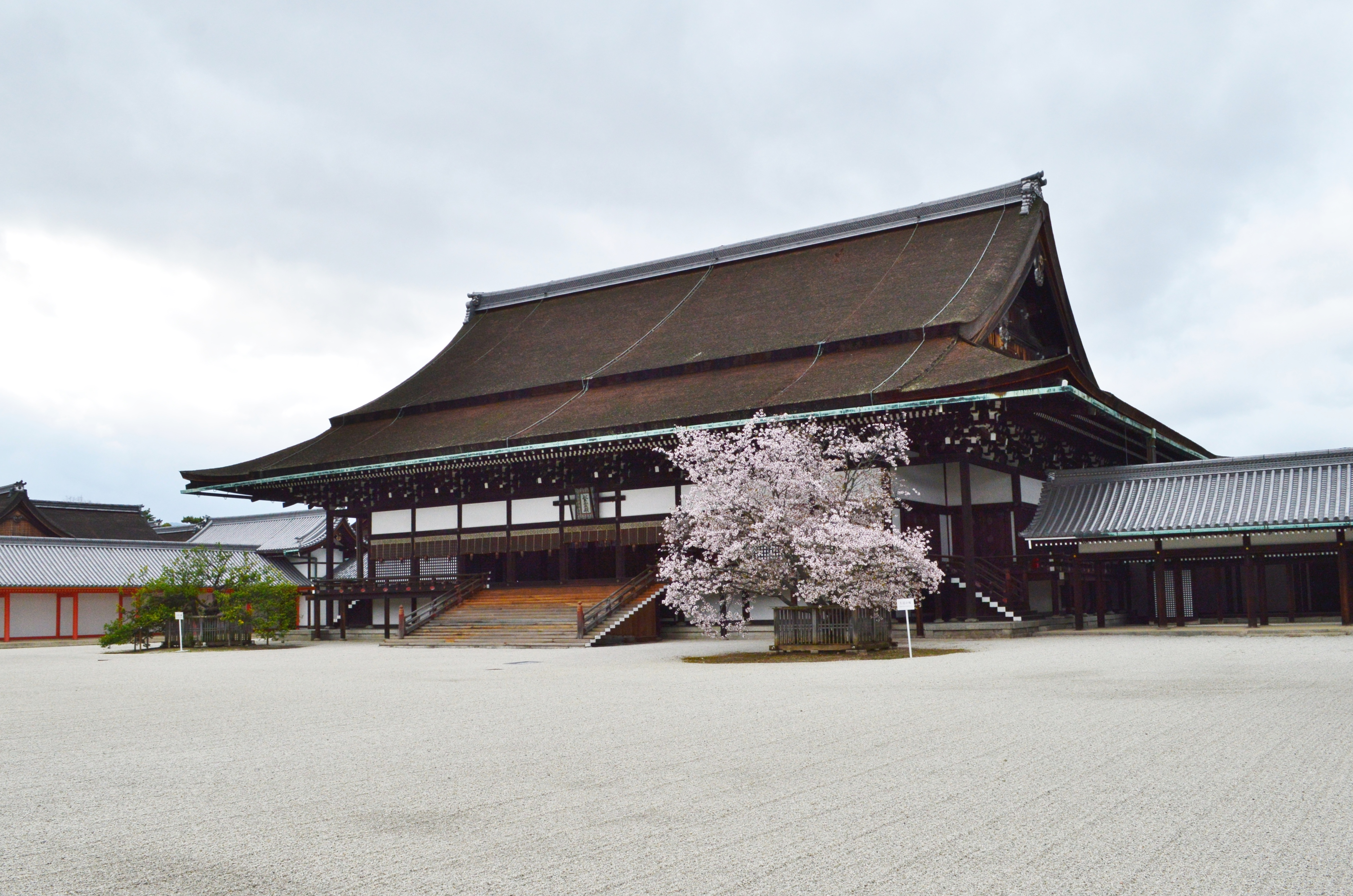
Korunovační palác císařského paláce v Kjótu

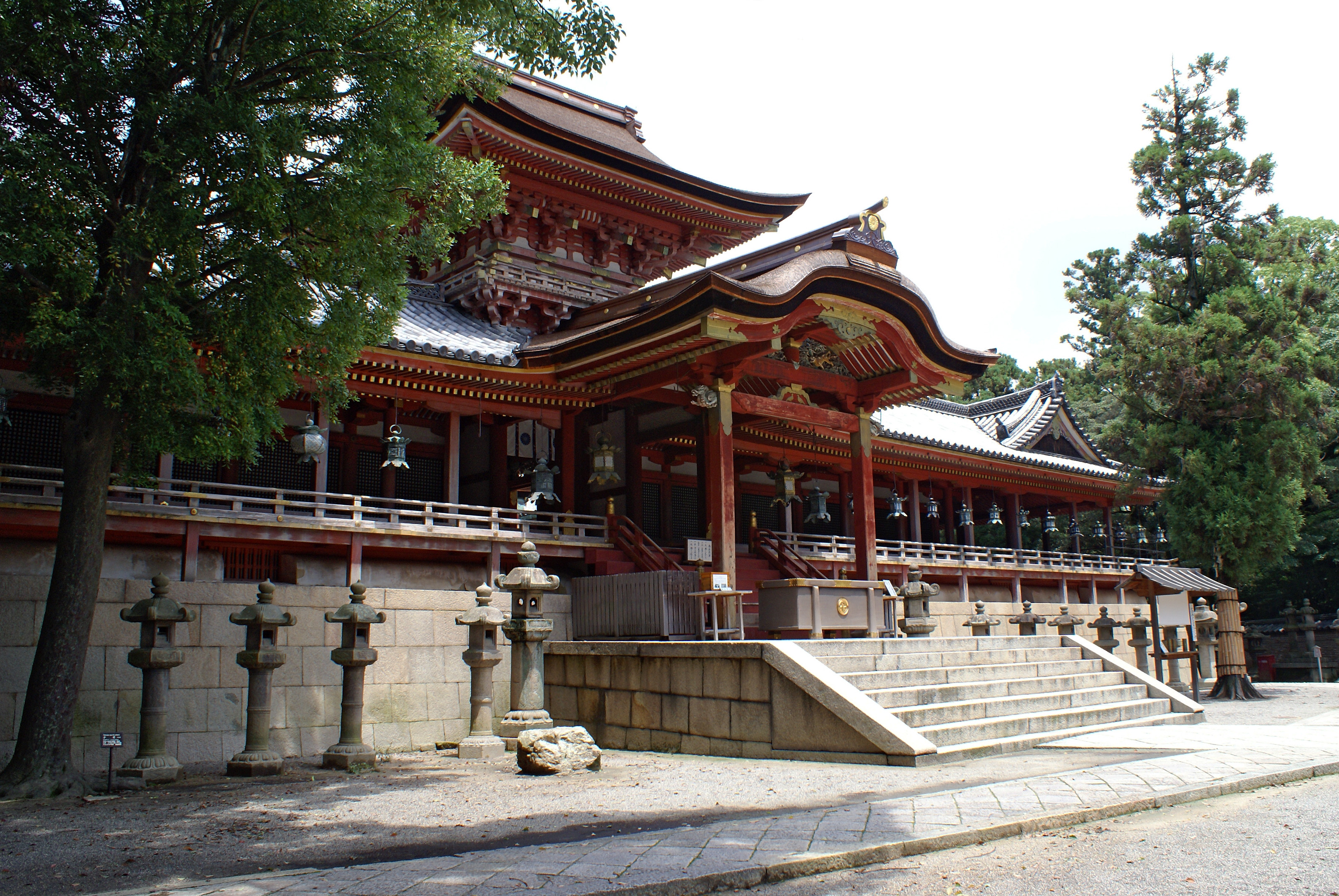
Hačimanova svatyně Iwašimizu Hačimangú v Jawatě v prefektuře Kjóto

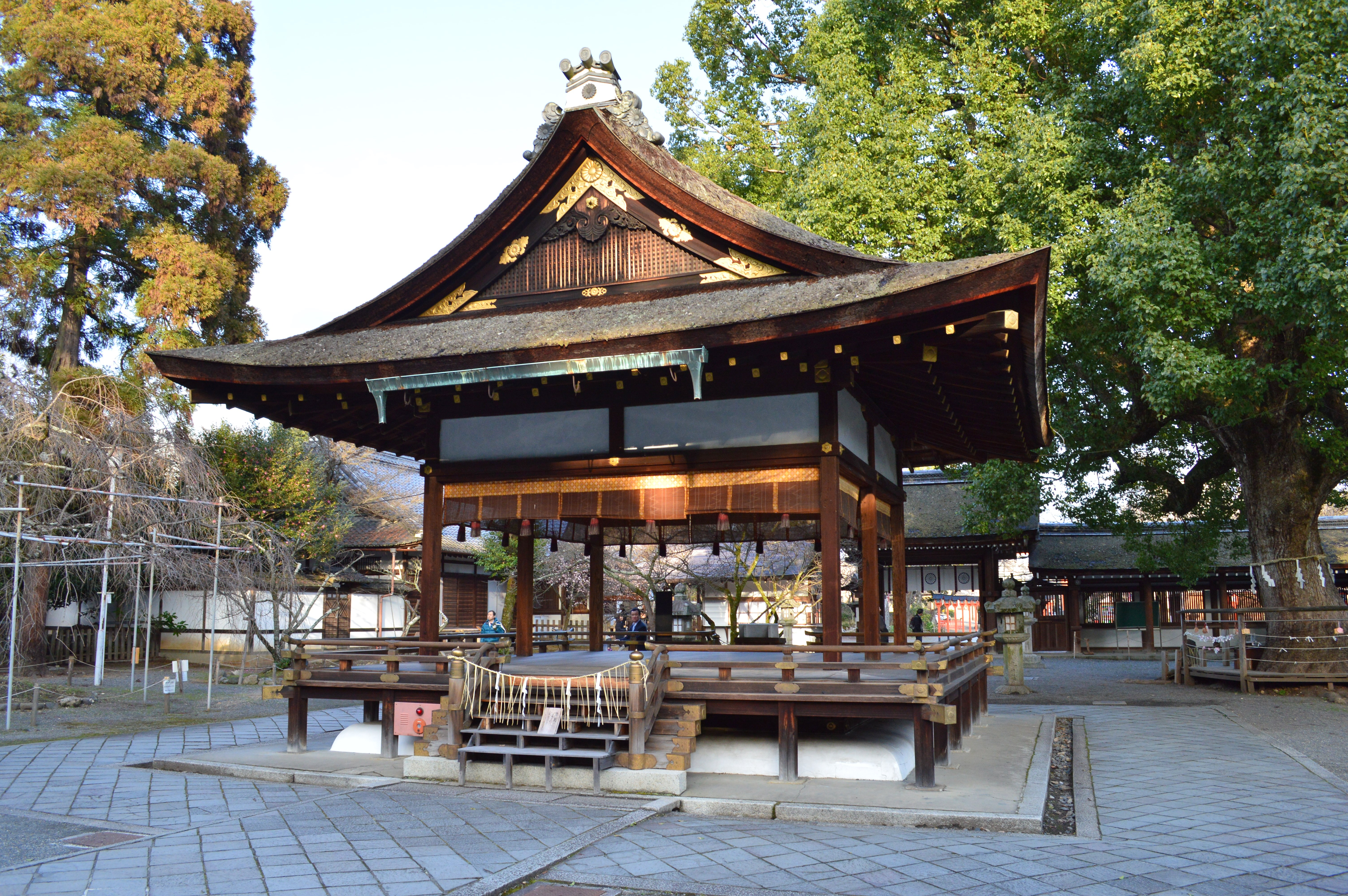
Svatyně Hirano v Kjótu

Roku 967 byl Morihira jmenován korunním princem, čímž obešel svého staršího bratra Tamehiru (952–1010), který neměl podporu klanu Fudžiwara.
Dne 27. září 969 odstoupil En'júův starší bratr císař Reizei ve 3. roce své vlády z trůnu a En'jú přijal nástupnictví (senso). Poté 5. listopadu téhož roku usedl na Chryzantémový trůn(sokui).
Dne 8. června 976 vyhořel císařský palác a posvátné zrcadlo Jata no kagami (八咫鏡), jeden ze Tří posvátných pokladů Japonska zčernalo do té míry, že neodráželo žádné světlo.
Čtyři roky nato, 31. prosince 980, císařský palác opět vyhořel a posvátné zrcadlo bylo napůl zničeno.
Do třetice vyhořel císařský palác 5. prosince 982. Tentokrát zbyl z posvátného zrcadla jen kus roztaveného kovu, který byl pietně vyzvednut a předložen císaři.
Za En'júovy vlády probíhal v klanu Fudžiwara tvrdý boj o to, kdo bude jmenován regentem (kampaku). Císař se řídil radami své matky a dával přednost svému strýci z matčiny strany Kanemičimu Fudžiwarovi. Sám měl pouze jediného syna, prince Jasuhita (懐仁親王), který se posléze stal císařem Ičidžó. Princova matka byla dcerou Kaneieho Fudžiwary, což byl další En'júův strýc. Císař ustanovil Kanemičiho dceru Koši (947–979) císařovnou, přestože neměla žádné děti. To tak rozzlobilo matku En'júova syna Jasuhita, Senši, a jejího otce Kaneieho, že se Senši na dlouhou dobu odstěhovala i s dítětem z císařského paláce do otcova sídla.
Roku 979 se za En'júova panování poprvé konala císařská procesí k Hačimanově svatyni Iwašimizu Hačimangú v Jawatě v prefektuře Kjóto a ke svatyni Hirano v Kjótu.
Dne 24. září 984 císař odstoupil ve věku 26 let z Chryzantémového trůnu, načež se 16. září následujícího roku stal buddhistickým knězem a přijal jméno Kongó Hó.
Bývalý císař En'jú zemřel 1. března 991 ve věku 32 let.
Místo, kde byl císař En'jú pohřben, je známé. Tento císař je tradičně uctíván v pamětní šintoistické svatyni (misasagi) v  Kjótu. Úřad pro záležitosti japonského císařského dvora stanovil toto místo jako En'júovo mauzoleum. Formálně nese jméno Noči no Mukarami no misasagi.

## Rodina
Císařský princ Morihira neboli císař En'jú měl 6 manželek a jediného syna, císařského prince Jasuhita (懐仁親王), který se posléze stal císařem Ičidžó.